# Gué Pequeno
Gué Pequeno (pravo ime Cosimo Fini), italijanski raper, * 25. december 1980, Milano, Italija..

## Diskografija

### Solistka
- 2011 – Il ragazzo d'oro
- 2013 – Bravo ragazzo
- 2015 – Vero

### Album naj v sodelovanjue
- 1999 – 3 MC's al cubo (Sacre Scuole)
- 2003 – Mi fist (Club Dogo)
- 2005 – Roccia Music Vol. 1 (Dogo Gang)
- 2006 – Penna capitale (Club Dogo)
- 2007 – Vile denaro (Club Dogo)
- 2008 – Benvenuti nella giungla (Dogo Gang)
- 2009 – Dogocrazia (Club Dogo)
- 2010 – Che bello essere noi (Club Dogo)
- 2012 – Noi siamo il club (Club Dogo)
- 2014 – Non siamo più quelli di Mi fist (Club Dogo)
- 2016 – Santeria (Marracash)